# Мисс Остин
Мисс Остин (англ. Miss Austen) — британский исторический сериал, основанный на одноимённом романе Джилл Хорнби, в котором представлен гипотетический сценарий, связанный с необъяснимым вопросом о том, почему сестра Джейн Остин Кассандра уничтожила их письма. Сериал снят по сценарию Андреа Гибб режиссёром Эйслинг Уолш. Премьера телесериала состоялась 2 февраля 2025 года на канале BBC One.

## Сюжет
Действие сериала начинается в 1830 году и рассказывает о том, почему Кассандра Остин, сестра писательницы Джейн Остин, после смерти Джейн сожгла большую часть её личных писем.
Кассандра Остин получает известие о том, что её друг преподобный Фулвар Фаул умирает, и сразу же отправляется в Кинтбери. После смерти Фулвара его дочь Изабелла должна освободить дом для новой семьи викариев, поэтому Кассандра обещает ей помочь.
Кассандра и её сестра, покойная писательница Джейн Остин, в юности были близкими друзьями с Элизой, женой Фулвара, и Джейн написала ей много писем. В то время Кассандра обручилась с братом Фулвара Томом Фаулом, но он умер в море, а сестра Элизы Мэри вышла замуж за вдовца Джеймса Остина, старшего брата Джейн и Кассандры Остин.
Кассандра и Мэри из разных побуждений пытаются найти письма Джейн к Элизе: Кассандра, чтобы уничтожить их и, тем самым, защитить репутацию Джейн, которая должна быть получена только из её романов, в то время как Мэри замышляет использовать их для биографии Остин. Кассандра прячет письма, утверждая, что не нашла их.
Помимо нескольких писем, которые она откладывает в сторону, Кассандра в конце концов сжигает большую часть писем и уезжает после того, как Изабеллe находят мужчину в лице доктора Фулвара Лиддердейла.

## В ролях
- Кили Хоус в роли Кассандры Остин, единственной сестры Джейн Остин.
- Синнёве Карлсен в роли юной Кассандры (Кэсси) Остин.
- Альфред Энох в роли мистера Лиддердейла, врача и возлюбленного Изабеллы.
- Пэтси Ферран в роли Джейн Остин, сестры Кассандры и писательницы.
- Джессика Хайнс в роли Мэри Остин, урождённой Ллойд, сестры Элизы и вдовы Джеймса Остина, а значит, невестки Кассандры и Джейн.
- Лив Хилл в роли юной Мэри Остин.
- Макс Айронс в роли Генри Хобдэя, возлюбленного Кассандры.
- Роуз Лесли в роли Изабеллы Фаул, дочери Фулвара Фаула.
- Филлис Логан в роли миссис Кассандры Остин, матери Остинов.
- Кэлам Линч в роли Тома Фаула, брата Фулвара Фаула и покойного жениха Кассандры.
- Миррен Мак в роли Дины, служанки Фаулзов.
- Кевин Макнелли в роли Джорджа Остина, отца Остинов.

## Производство
В январе 2020 года стало известно, что Стив Куган и Кристин Ланган приобрели телевизионные права на роман Джилла Хорнби для своей продюсерской компании Baby Cow Productions.
В декабре 2023 года проект был перезапущен с Эйслинг Уолш в качестве режиссера и исполнительного продюсера вместе с Кристин Ланган, Сюзанной Симпсон и Полли Уильямс. Сценарий был написан Андреа Гибб, продюсер — Стелла Мерц. Съёмки начались в ноябре 2023 года в Англии.
Съёмки начались в ноябре 2023 года.

## Трансляция
В декабре 2023 года BBC приобрела права на показ сериала в Великобритании, и со 2 февраля 2025 года он транслировался на BBC One и iPlayer. На стриминговом сервисе viju компании Viasat сериал будет показан 6 мая 2025 года.

## Критика
Мини-сериал получил положительные отзывы критиков. Сайт-агрегатор рецензий Rotten Tomatoes сообщает, что «Мисс Остин» получил 91 % положительных профессиональных отзывов, при этом средняя оценка составляет 6,60 из 10 на основе 8 рецензий.
Metacritic дал оценку 68 из 100 на основе 6 обзоров, что указывает на «в целом положительные отзывы».